# بریجیت مویناهان
بریجیت مویناهان (انگلیسی: Bridget Moynahan؛ زادهٔ ۲۸ آوریل ۱۹۷۱) هنرپیشه اهل ایالات متحده آمریکا است. وی از سال ۱۹۸۹ میلادی تاکنون مشغول فعالیت بوده‌است.

## گزیده نقش‌آفرینی‌ها
- من، ربات
- ارباب جنگ
- نبرد در لس‌آنجلس
- رامونا و بیزوس
- جان ویک
- جان ویک: بخش ۲
- نجیب‌زادگان
- مسائل خاکستری